# Castelo de Blois

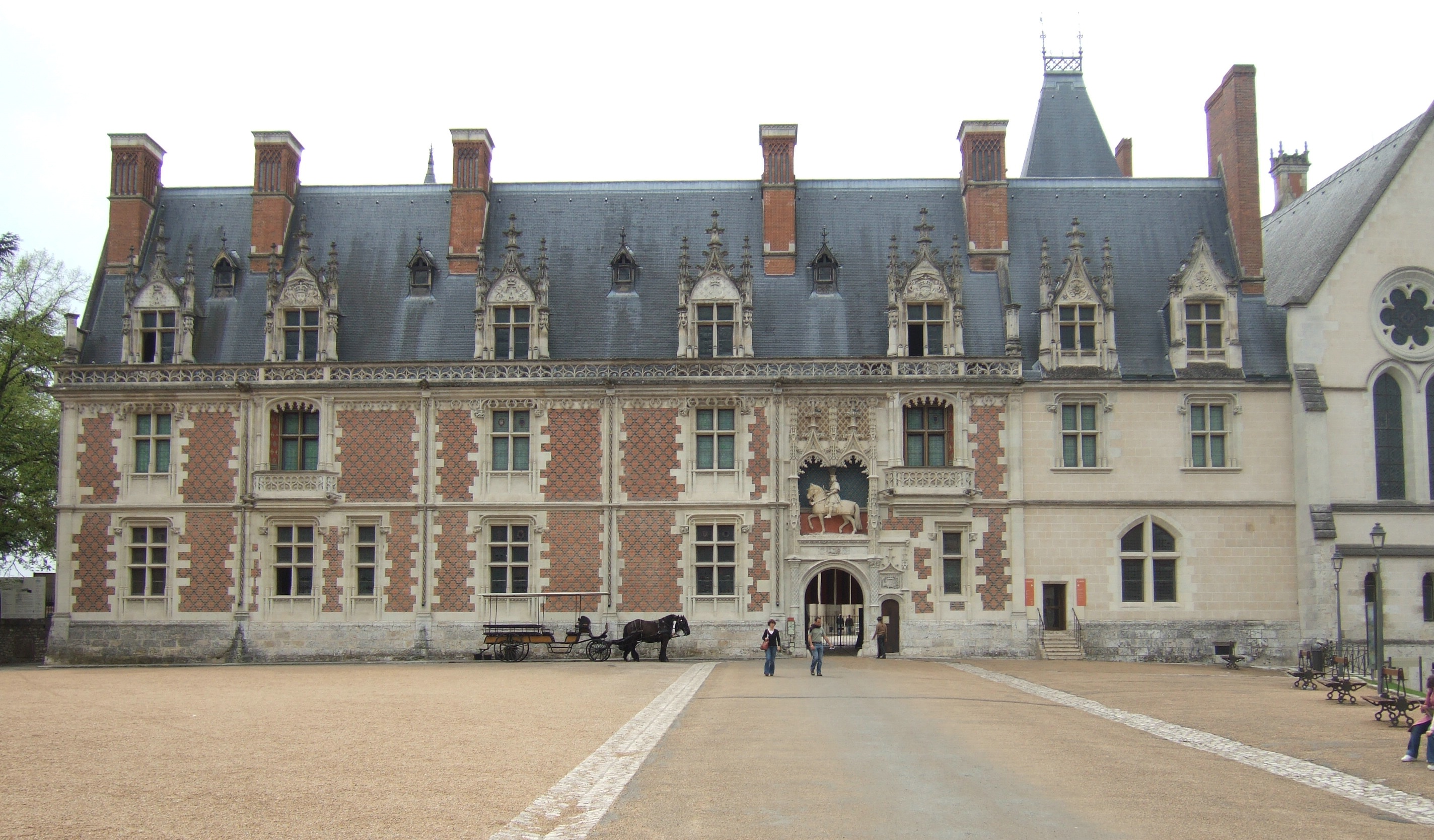
Château de Blois, França: fachada da ala Luis XII, com a entrada principal.

O Castelo de Blois (em francês:  Château de Blois) localiza-se no departamento de Loir-et-Cher, no vale do rio Loire.
Este palácio, além de residência de vários Reis da França, também foi o local onde o Arcebispo de Reims abençoou Joana d'Arc, em 1429, antes de esta partir com o seu batalhão para combater os ingleses em Orleães.
Erguido no centro da cidade de Blois, compreende vários edifícios construídos entre o século XIII e o século XVII, ao redor do pátio principal. A sua mais famosa peça de arquitetura é a magnifica escadaria em espiral, na ala de Francisco I.

## História

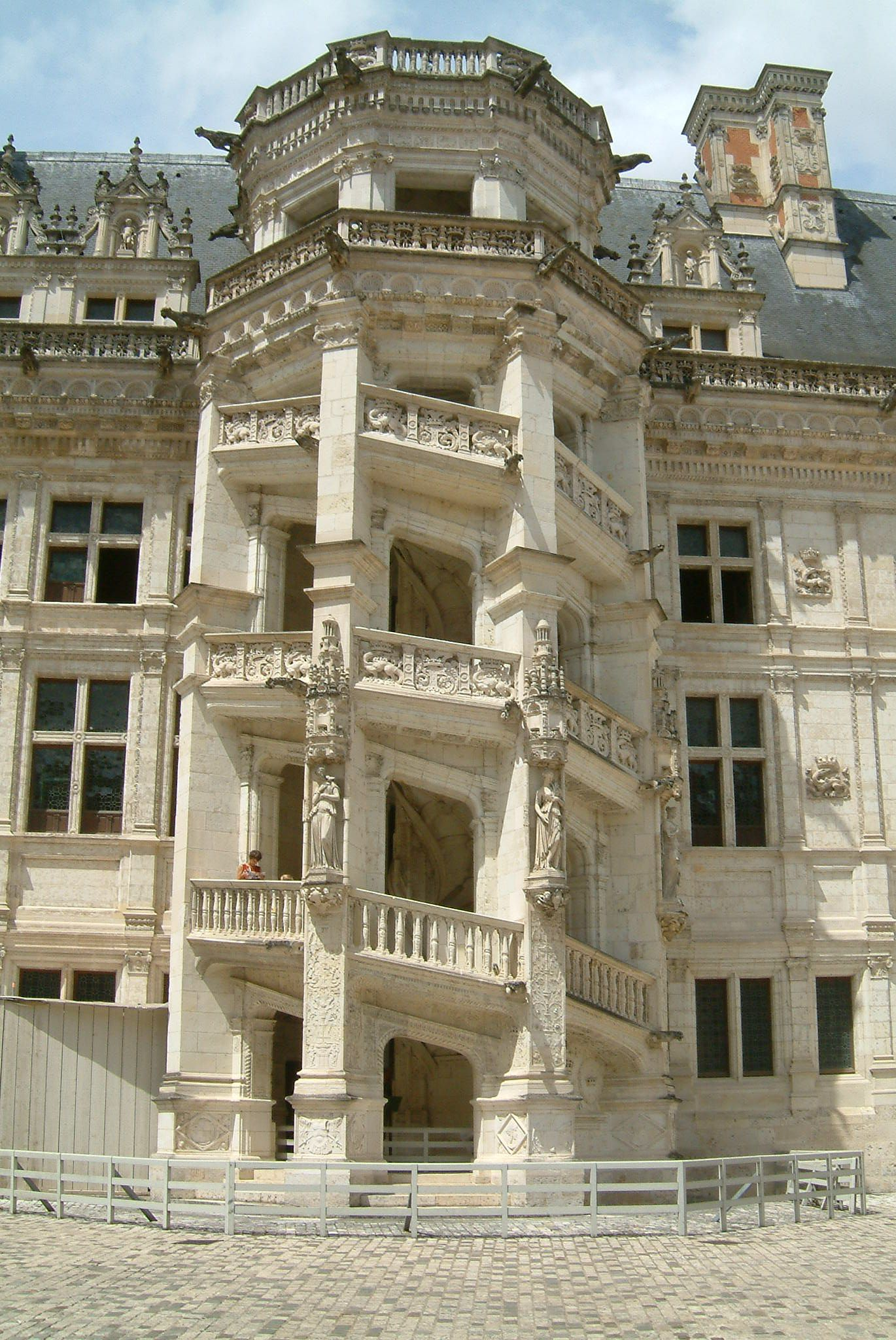
Château de Blois, França: escadaria em espiral na ala de Francisco I.

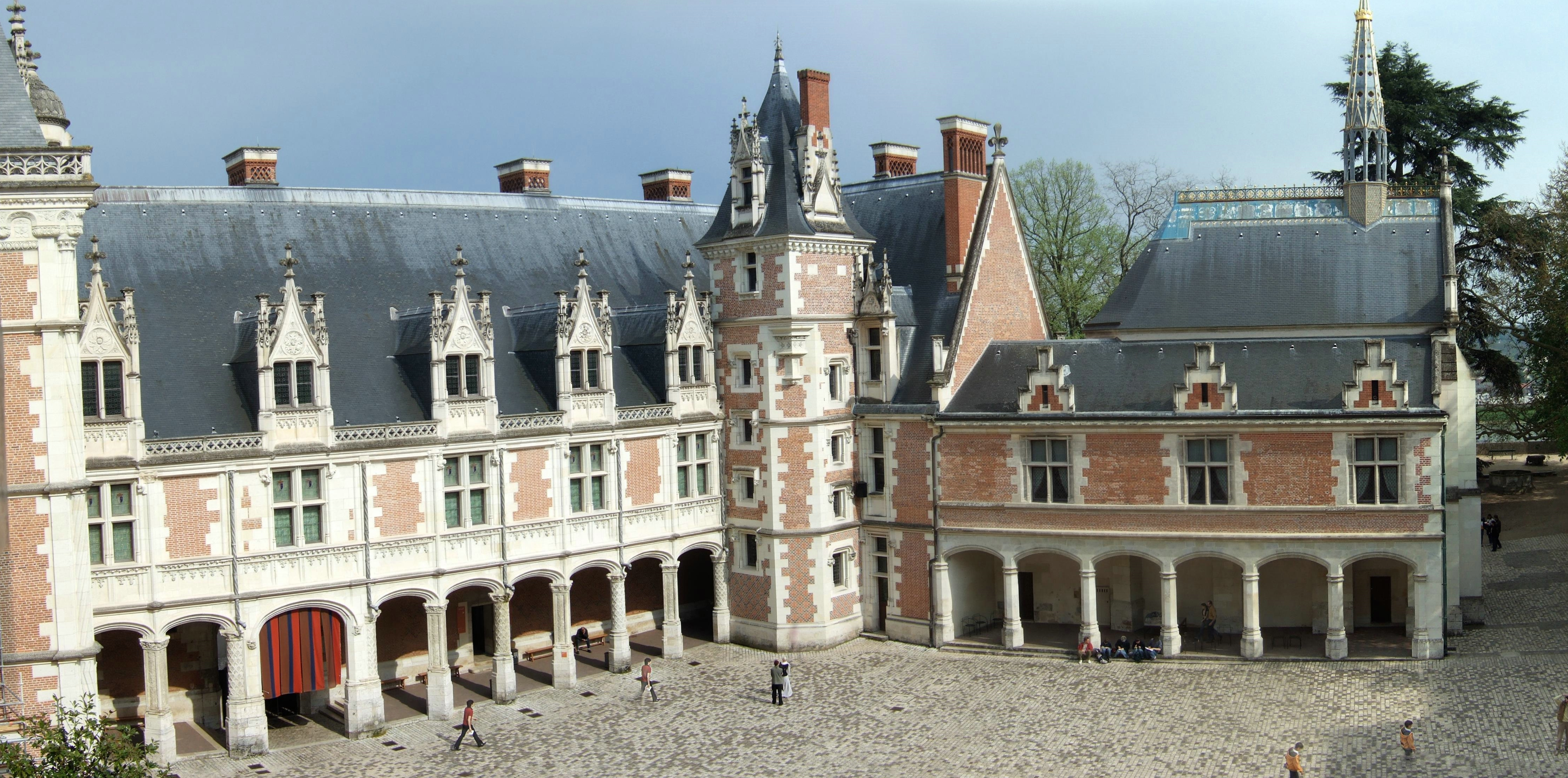
Château de Blois, França: interior da ala Luis XII, com a capela à direita.

### Luis XII
O castelo medieval tornou-se uma residência real e a capital política do reino durante o reinado de Luís XII de França. No início do século XVI, o soberano iniciou uma reconstrução do castelo e a criação de um jardim Renascentista (em 1890 a construção da Avenue Victor Hugo destruiu os jardins).
Esta ala, feita em tijolo encarnado e pedra cinzenta, constitui a entrada principal do palácio, caracterizada por uma estátua equestre do rei acima citado. Apesar de o estilo ser essencialmente gótico, existem elementos renascentistas, tais como um pequeno candelabro.

### Francisco I

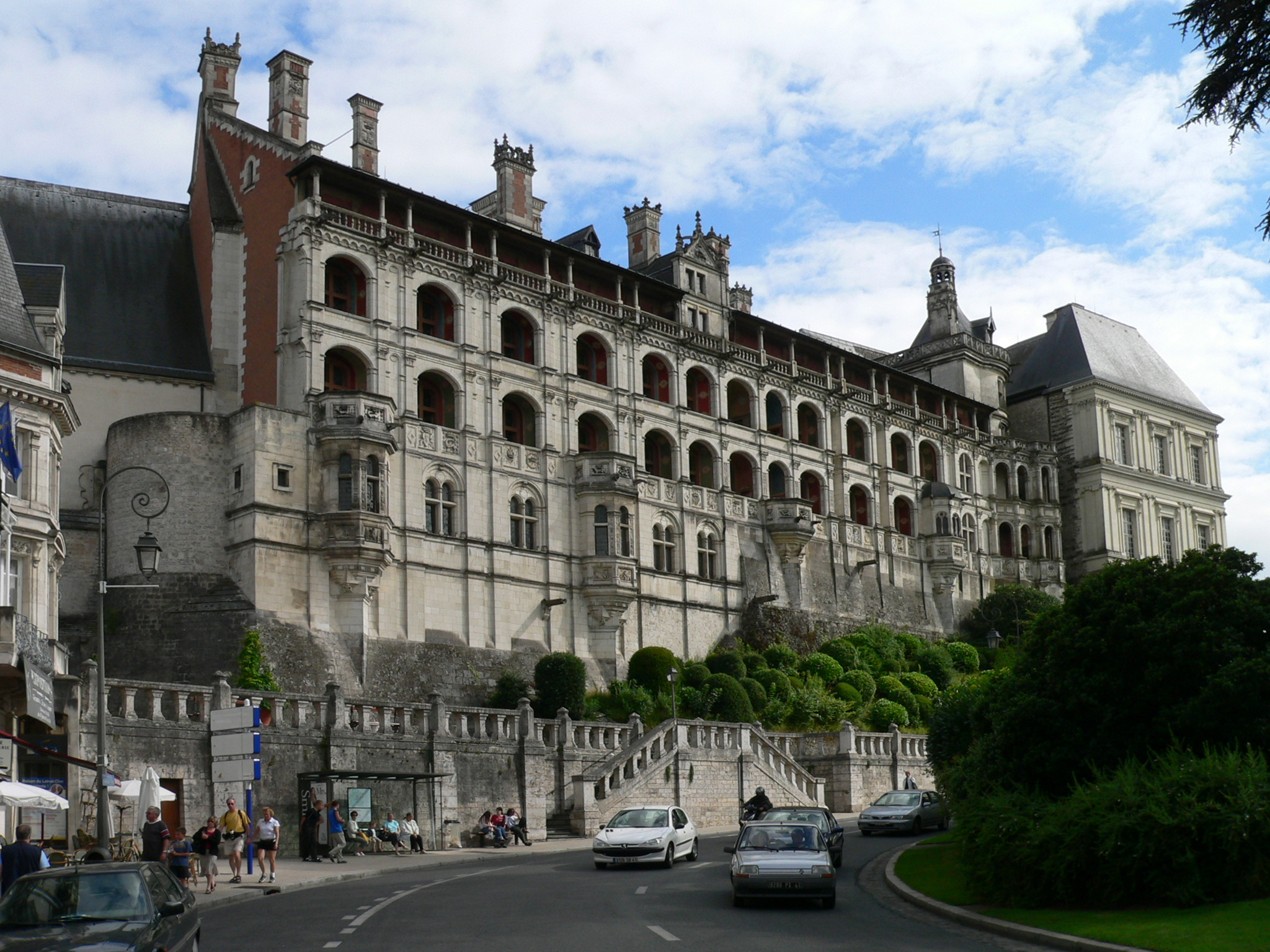
As traseiras da ala de Francisco I, voltada para o centro de Blois.

Quando Francisco I subiu ao trono, a sua esposa, Cláudia de França, fê-lo mobilar Blois com a intenção de se mudar para lá, deixando o Château d'Amboise. Francisco I iniciou a construção de uma nova ala e criou no palácio uma das mais importantes bibliotecas da época. depois da morte da esposa, em 1524, ele passou muito pouco tempo em Blois, tendo a impressionante biblioteca sido levada para o Château de Fontainebleau, onde foi usada como “Bibliothèque Nationale” (Biblioteca Nacional).
Nesta ala a arquitetura e a ornamentação são marcadas pelas influências italianas. Ao centro está a monumental escadaria em espiral, coberta por finas esculturas e com vista para o pátio central. Por trás desta ala está a fachada das galerias, caracterizada por uma série de nichos desligados.

### Henrique III
Henrique III, saiu de Paris durante as Guerras Religiosas Francesas (1562 - 1598, vivendo em Blois, onde convocou a Assembleia dos Estados Gerais em 1576 e 1588. Foi durante esta convenção que o rei condenou o seu arqui-inimigo, Henrique I, Duque de Guise, à execução.

### Henrique IV
Depois disso, o palácio foi ocupado por Henrique IV, o primeiro monarca Bourbon. Depois da morte de Henrique IV, o palácio tornou-se o exílio da sua viúva, Maria de Médici.

### Gaston d'Orléans

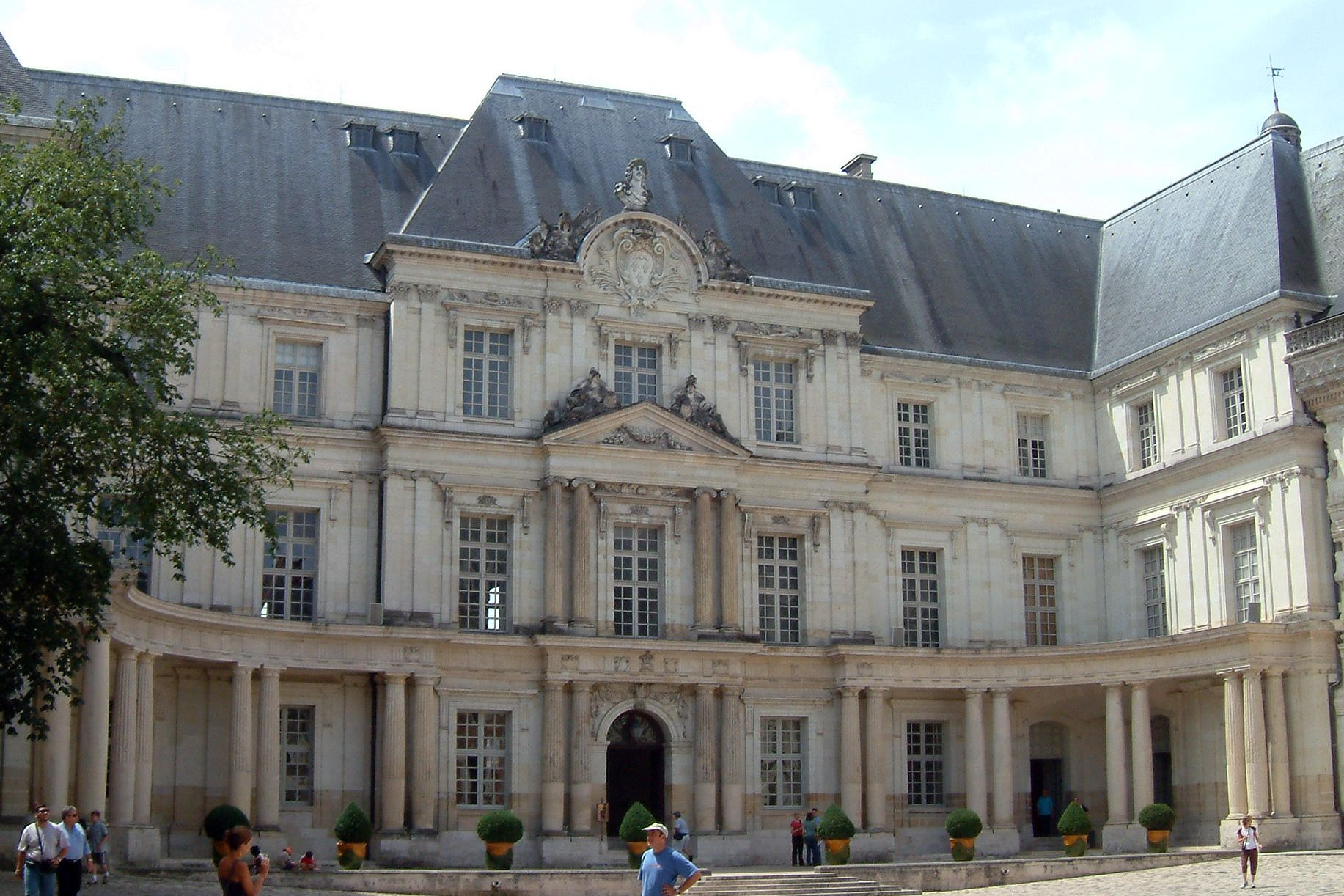
Château de Blois, França: ala Gaston d'Orléans, nunca completada.

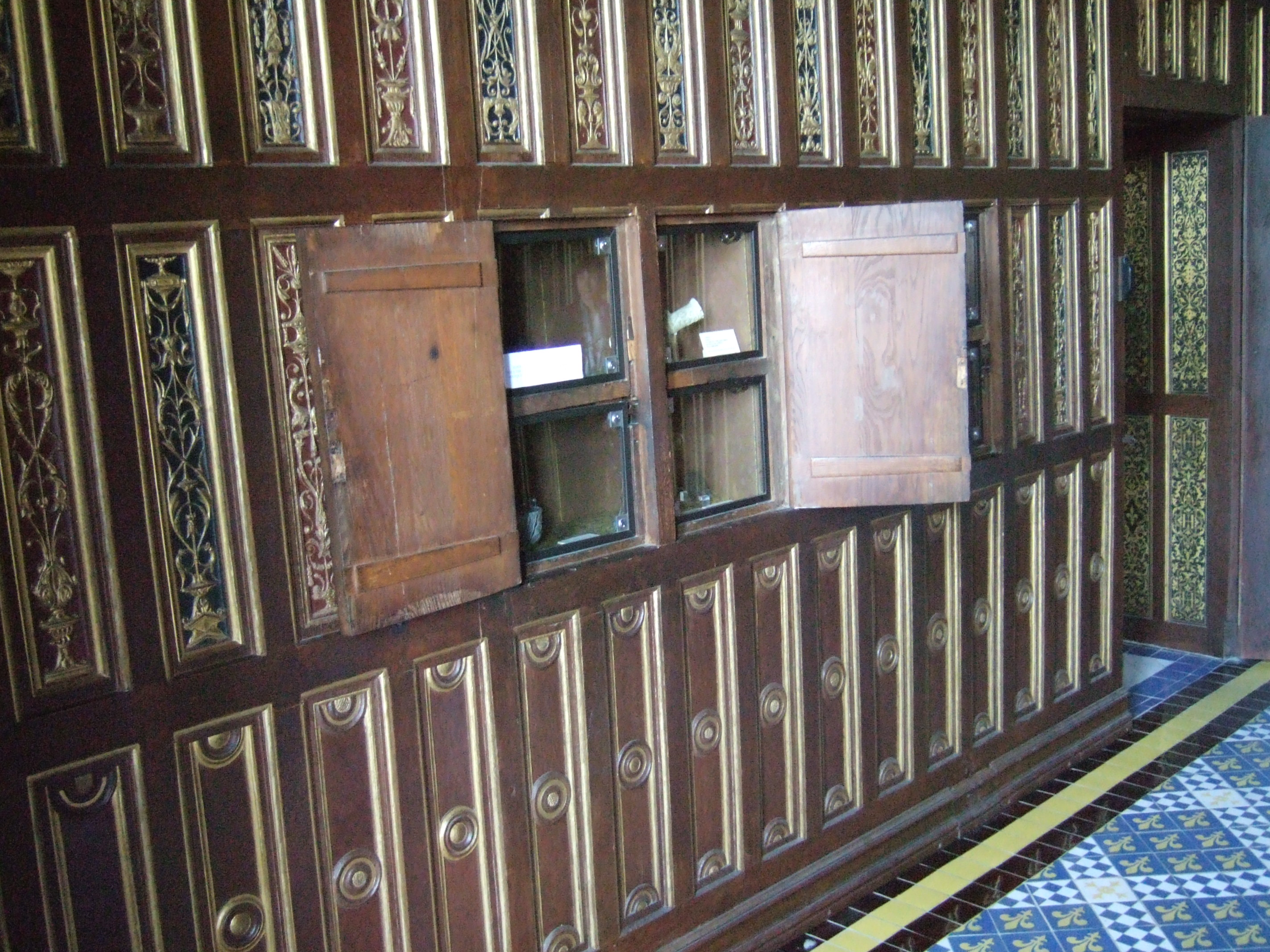
Château de Blois, França: chambre de secrets, supostamente usado por Catarina de Médici para guardar os seus venenos.

Em 1626, Luis XIII deu o Château of Blois ao seu irmão Gastão, Duque de Orleães, como presente de casamento. Em 1635, houve uma outra tentativa de ampliar o palácio, mas com a morte de Gastão, em 1660, foi abandonado. A tarefa deste desenvolvimento foi atribuída a François Mansart, um bem conhecido arquitecto da época. Esta ala preenche o muro das traseiras do parque, diretamente oposta à ala Luis XII. A secção central é composta por três níveis horizontais, onde pode ver-se a sobreposição das três ordens, Dórica, Jônica e Coríntia.
Depois da Revolução Francesa o imenso palácio foi abandonado por mais de cento e trinta anos. Os revolucionários decidiram destruir qualquer símbolo da velha nobreza, enquanto se enriqueciam a eles próprios, saqueando o palácio e roubando várias estátuas, emblemas reais e brasões. Num estado de total abandono, foi decidido que seria demolido. Esta atitude foi, porém, adiada para que servisse de aquartelamento militar.

### Preservação
Em 1841, sob a direção de Luís Filipe I, o Castelo de Blois foi classificado como monumento histórico. Foi restaurado e transformado num museu. Incluído na visita ao palácio está o gabinete onde Catarina de Médici, supostamente, guardaria os seus venenos. Provavelmente, o "chamber of secrets" tinha um propósito bem mais banal: exibir objetos preciosos para os convidados.
Atualmente, o palácio pertence a cidade de Blois, constituindo uma das suas maiores atrações turísticas.